# Resolução 197 do Conselho de Segurança das Nações Unidas
Resolução 197 do Conselho de Segurança das Nações Unidas, foi aprovada em 30 de outubro de 1964, após análise do pedido da República da Zâmbia para ser membro da Organização das Nações Unidas, o Conselho recomendou à Assembleia Geral que a Zâmbia deve ser admitido.
Foi aprovada por unanimidade.